# Bajauana wilkesi
Bajauana wilkesi är en insektsart som först beskrevs av Frederick Arthur Godfrey Muir 1921.  Bajauana wilkesi ingår i släktet Bajauana och familjen kilstritar.
Artens utbredningsområde är Samoa. Inga underarter finns listade i Catalogue of Life.